# Jeolm-eun-i-ui yangji
Jeolm-eun-i-ui yangji (hangul: 젊은이의 양지) – południowokoreański serial telewizyjny emitowany na antenie KBS2. Był emitowany od 6 maja do 12 listopada 1995 roku, w soboty i niedziele o 19:55.
Ostatni odcinek osiągnął najwyższą oglądalność 62,7% (według AGB Nielsen).

## Obsada
- Lee Jong-won jako Park In-bum
- Bae Yong-joon jako Ha Suk-joo
- Ha Hee-ra jako Im Cha-hee
- Jun Do-yoon jako Im Jong-hee, młodsza siostra Cha-hee
- Park Sang-min jako Park In-ho
- Kim Soo-mi jako Chun Kwi-ja, matka In-buma
- Nam Neung-mi jako matka Cha-hee i Jong-hee
- Hong Kyung-in jako Im Soo-chul, młodszy brat Cha-hee
- Kim Min-ja jako matka Suk-joo
- Park Sang-ah jako Ha Suk-ran, siostra bliźniaczka Suk-joo
- Huh Joon-ho jako Hwang Yoon-bae
- Park Geun-hyung jako Ha Il-tae, ojciec Suk-joo i Suk-ran
- Lee Il-jae jako Buk Gom
- Lee Kyung-shim jako Hwang Yoon-ja
- Jang Hang-sun jako Choi Joon-tae
- Seo Hoo jako Nam Dae-poong
- Choi Joo-bong jako Bae Dong-pal
- Lee Ji-eun jako Jo Hyun-ji
- Lee Chul-min jako Yang Choon-shik

## Nagrody
| Rok  | Ceremonia        | Nagroda                                        | Nominowany    | Wynik   |
| ---- | ---------------- | ---------------------------------------------- | ------------- | ------- |
| 1995 | KBS Drama Awards | Najlepszy nowy aktor / Nagroda fotogeniczności | Bae Yong-joon | Wygrana |
| 1995 | KBS Drama Awards | Najlepszy nowy aktor                           | Hong Kyung-in | Wygrana |
| 1995 | KBS Drama Awards | Najlepsza nowa aktorka                         | Ha Hee-ra     | Wygrana |
| 1995 | KBS Drama Awards | Nagroda popularności, mężczyzna                | Lee Jong-won  | Wygrana |
| 1995 | KBS Drama Awards | Nagroda popularności, kobieta                  | Jun Do-yoon   | Wygrana |